# Acalypha matsudae
Acalypha matsudae är en törelväxtart som beskrevs av Bunzo Hayata. Acalypha matsudae ingår i släktet akalyfor, och familjen törelväxter. Inga underarter finns listade i Catalogue of Life.